# Pseudococcus landoi
Pseudococcus landoi är en insektsart som först beskrevs av Alfred Serge Balachowsky 1959.  Pseudococcus landoi ingår i släktet Pseudococcus och familjen ullsköldlöss. Inga underarter finns listade i Catalogue of Life.